# Epicadinus albimaculatus
Epicadinus albimaculatus là một loài nhện trong họ Thomisidae.
Loài này thuộc chi Epicadinus. Epicadinus albimaculatus được Cândido Firmino de Mello-Leitão miêu tả năm 1929.